# Frederiksberg, Sorø
Frederiksberg är en ort på ön Själland i Danmark. Den ligger i Sorø kommun och Region Själland, i den sydöstra delen av landet, 70 km väster om Köpenhamn. Frederiksberg ligger 46 meter över havet och antalet invånare är 3 473.
Frederiksberg ligger cirka två kilometer söder om staden Sorø. I Fredriksberg ligger Sorø järnvägsstation på Vestbanen mellan Köpenhamn och Korsør.